# 朱明叶
朱明叶（1992年1月14日—），中国女子击剑运动员，2017年世界击剑锦标赛女子重剑团体银牌得主、2018年世界击剑锦标赛女子重剑团体铜牌得主、2018年亚洲运动会女子重剑团体金牌得主、2019年世界击剑锦标赛女子重剑团体金牌得主。